# Livavstyvning

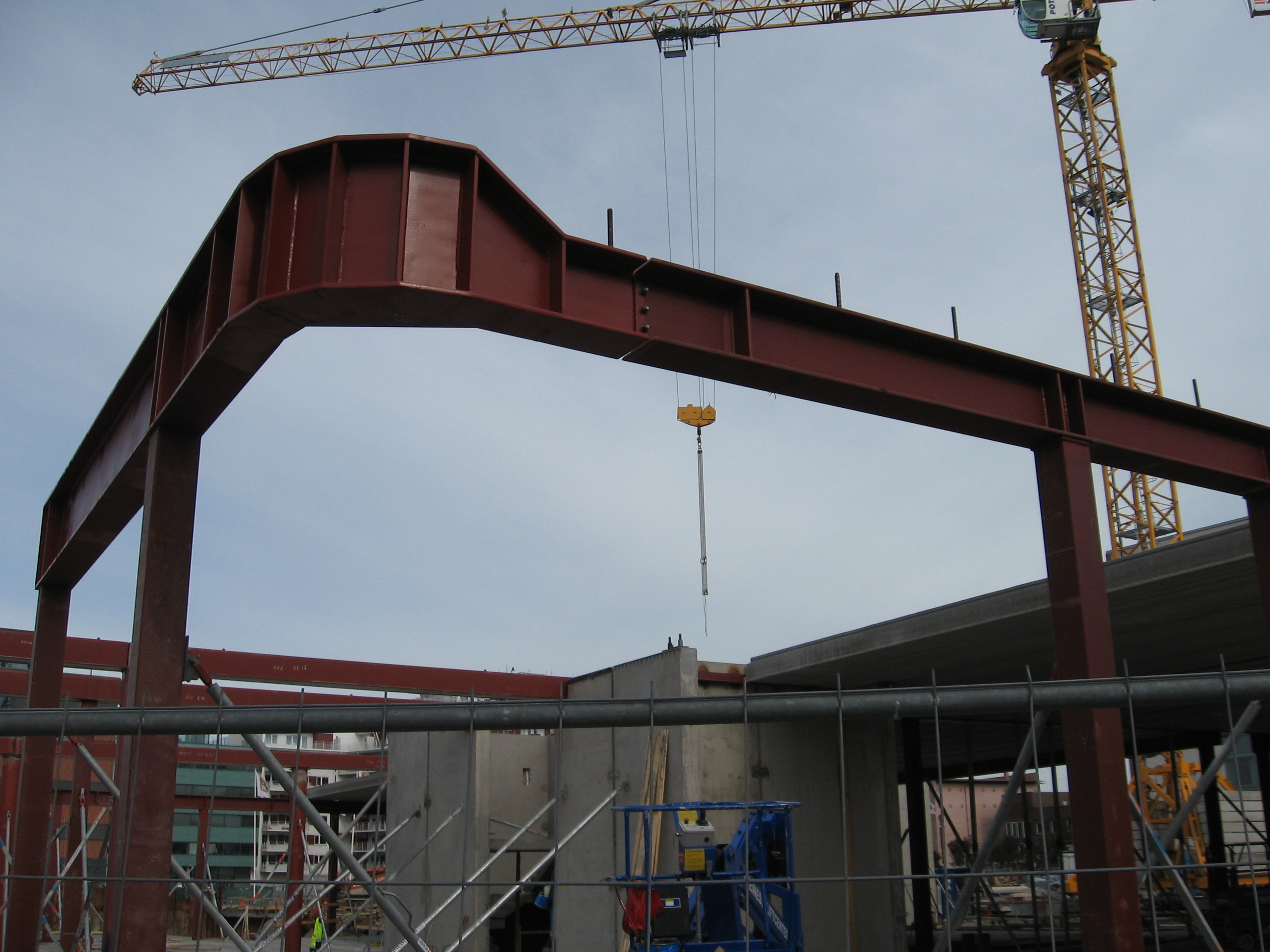
Krökt balk med livavstyvningar.

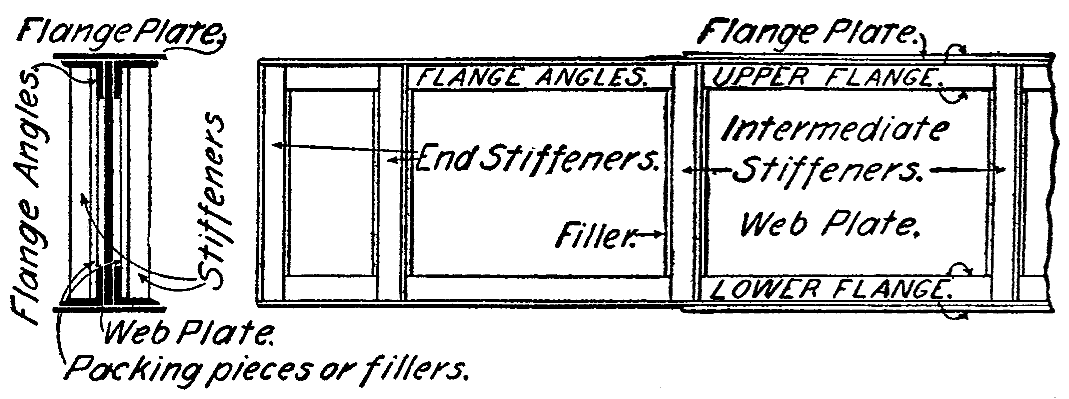
Plåtbalk med livavstyvningar.

En livavstyvning är en plåt eller liknande som svetsas mellan flänsarna på en I-balk eller H-balk då inte enbart livet räcker till för att föra laster mellan flänsarna, eller i fält för att förhindra att livet bucklar och därmed kunna göra det tunnare än vad som vore möjligt utan livavstyvningar. Livavstyvningar återfinns vanligen över balkens stöd och där laster förs in lokalt i form av punktlaster. Numera är det vanligare att tillverka en balk med ett tjockare liv än att sätta livavstyvningar i fält, då det idag anses vara den mest ekonomiska lösningen.